# Lehotský potok (přítok Oravy)
Lehotský potok je potok na dolní Oravě, na území okresu Dolný Kubín. Je to pravostranný přítok Oravy, má délku 6,7 km a je tokem IV. řádu.

## Pramen
Pramení v Oravské Maguře, v geomorfologickém podcelku Kubínska hoľa pod Minčolem (1 395,9 m n. m.), na východním svahu Kľúče (1 143,8 m n. m.) v nadmořské výšce cca 1 118 m n. m..

## Popis toku
Od pramene se obloukem stáčí na jih, zprava přibírá přítok z jihovýchodního svahu Kľúče a vstupuje do Oravské vrchoviny. Zde se stáčí nejprve na jihovýchod, zleva přibírá krátký přítok pramenící jihozápadně od kóty 841,4 m a protéká chatovou oblastí pod Kubínskou hoľou. Z levé strany přibírá přítok zpod hřebene Kubínské hole, stáčí se severojižním směrem a zprava přibírá krátký přítok z oblasti Kopanic. Následně protéká dolnokubínskou městskou částí Beňova Lehota, kde přibírá levostranné přítoky, nejprve zpod Repisk, pak dva přítoky ze západních svahů Trnin (793,2 m n. m.). Nakonec se stáčí jihovýchodním směrem, protéká okrajem Malého Bysterce a v jeho blízkosti se v nadmořské výšce přibližně 465 m n. m. vlévá do Oravy.